# نیسان گلوریا
نیسان گلوریا (Nissan Gloria) خودرویی است که در سال‌های ۱۹۵۹–۲۰۰۴تولید شده‌است.